# Det økumeniske kirkemøde på Fanø 1934
Det økumeniske kirkemøde på Fanø 1934 blev afholdt på kurhotellet ved Fanø Bad august 1934 med repræsentanter for kirker verden over, Det Økumeniske Råd for Praktisk Kristendom (Life and Work) og Kirkeligt Verdensforbund ("World Alliance for promoting International Friendship through the Churches", en forløber for Kirkernes Verdensråd fra 1948).
Biskop over Haderslev Stift Valdemar Ammundsen var mødets vært. Han arbejdede tæt sammen med den tyske præst Dietrich Bonhoeffer og den engelske biskop George Bell.
Under indflydelse af nationalsocialisterne var Deutsche Evangelische Kirche blevet grundlagt 1933. Den dominerende fraktion var Deutsche Christen som åbent sympatiserede med nationalsocialisterne og havde ledelsen i mange landskirker, Landeskirchen. Ammundsen og især Bell bestræbte sig for at bekendelsesfløjen inden for Deutsche Evangelische Kirche – den fløj der senere udviklede sig til Bekendelseskirken – kunne komme til orde. Det endte dog med at de ikke deltog i mødet, men det lykkedes at få genneført en resolution om den kirkelige situation i Tyskland og udnævnelse af præses Karl Koch og Bonhoeffer til kommitterede i Life and Work.
Fanømødet havde betydning derved at bekendelsesfløjen for første gang fik international støtte og fordi rigskirken for første gang for alvor blev kritiseret på internationalt niveau.
Der blev i 1994 rejst en sten ved Fanø Bad til minde om begivenheden, skænket af det internationale Bonhoeffer-selskab, Internationale Bonhoeffer-Gesellschaft